# Brampton, North East Derbyshire
Brampton är en civil parish i Storbritannien.   Den ligger i distriktet North East Derbyshire i grevskapet Derbyshire i riksdelen England, i den södra delen av landet, 210 km nordväst om huvudstaden London.